# Ferrière-et-Lafolie
Ferrière-et-Lafolie là một xã thuộc tỉnh Haute-Marne trong vùng Grand Est đông bắc nước Pháp. Xã này nằm ở khu vực có độ cao trung bình 306 mét trên mực nước biển.